# Ougney-Douvot
Ougney-Douvot é uma comuna francesa na região administrativa de Borgonha-Franco-Condado, no departamento de Doubs. Estende-se por uma área de 6,56 km². Em 2010 a comuna tinha 257 habitantes (densidade: 39,2 hab./km²).